# Linaria fastigiata
Linaria fastigiata är en grobladsväxtart som beskrevs av Chav.. Linaria fastigiata ingår i släktet sporrar, och familjen grobladsväxter. Inga underarter finns listade i Catalogue of Life.